# SMS Kaiser (1911)
Pour les autres navires du même nom, voir SMS Kaiser.
Le SMS Kaiser est le navire principal de la classe de cuirassés du même nom, construit pour la Kaiserliche Marine quelques années avant le déclenchement de la Première Guerre mondiale. 
Il est coulé lors du sabordage de la flotte allemande à Scapa Flow le 21 juin 1919.

## Histoire

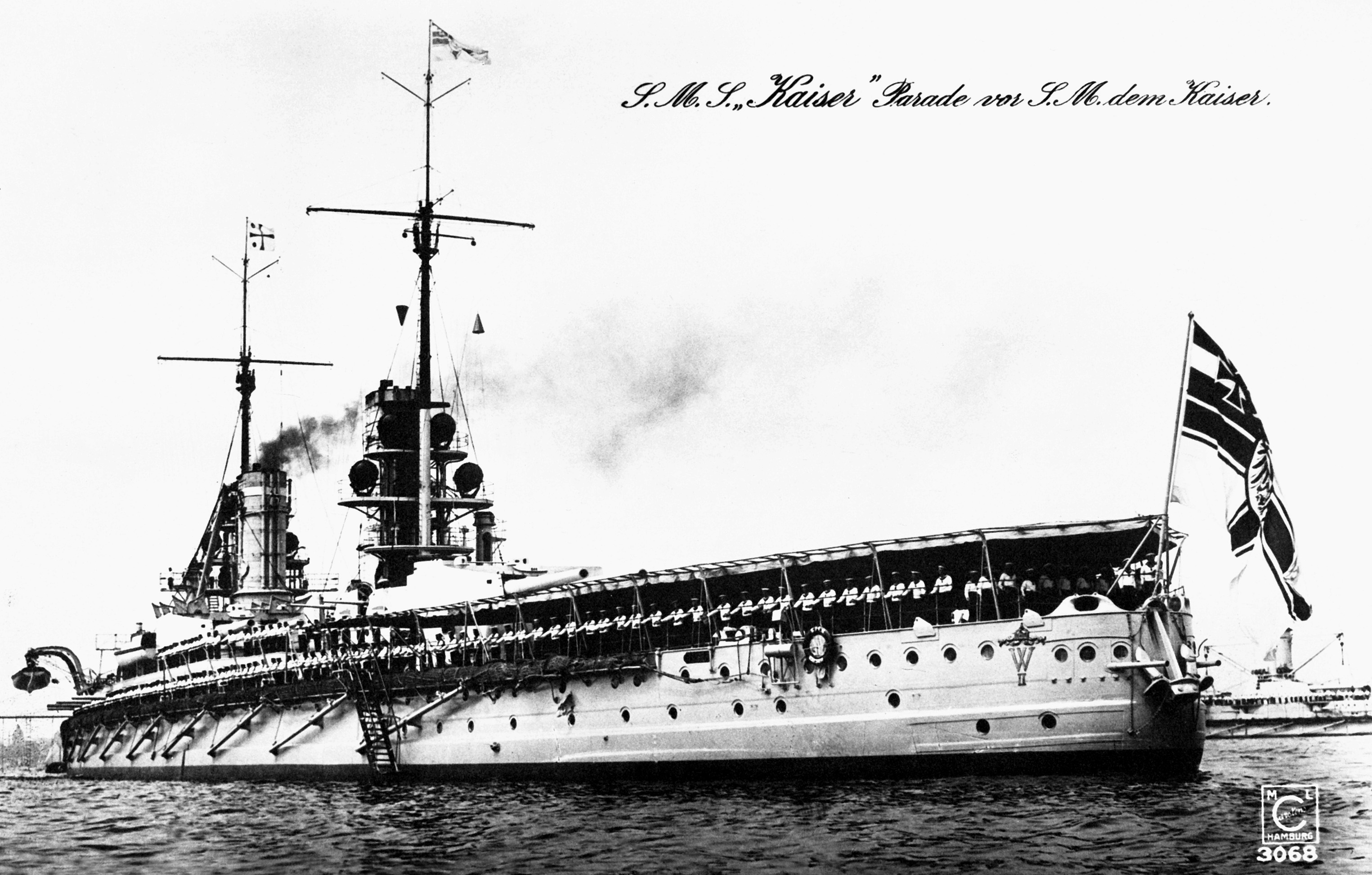
Le SMS Kaiser à une parade navale en présence de Guillaume II.

Ce grand navire de ligne a été construit par l'arsenal impérial de Kiel et mis à l'eau le 22 mars 1911. Sa mise en service a lieu le 1er août 1912.
Il est navire-amiral à partir du 8 décembre 1913, lorsqu'il reçoit l'ordre de se rendre en Amérique du Sud à la tête de la « division détachée »  sous le commandement du konteradmiral von Rebeur-Paschwitz, ancien directeur de l'académie de marine de Kiel. Il prend la direction des Canaries avec le SMS König Albert et le croiseur léger SMS Straßburg, passe par le Sierra Leone, et arrive à Lomé, le 29 décembre 1913, alors port de la colonie allemande du Togoland. La division est à Douala, le 2 janvier 1914, puis visite les ports du Sud-Ouest africain allemand, rejointe par les canonnières SMS Panther (la fameuse canonnière du coup d'Agadir) et SMS Eber. La division repart le 15 janvier pour Swakopmund, le 21 janvier, et pour Lüderitz, le lendemain. Le 28 janvier elle met le cap sur Sainte-Hélène, où elle arrive le 2 février, puis se dirige vers Rio de Janeiro, où elle demeure du 15 au 25 janvier 1914 et reçoit la visite du président Fonseca.
La division s'arrête ensuite à Mar del Plata, où les navires de ligne jettent l'ancre et le Straßburg se rend à Buenos Aires le 5 mars, avec le chef de l'escadre à son bord. Il tombe malade et le commandant de bord du Kaiser, le capitaine von Trotha, le remplace, pour se rendre à Montevideo en visite auprès du président José Batlle y Ordóñez. Le Straßburg rejoint la division le 12 avec le Konteradmiral von Rebeur-Paschwitz qui reprend son commandement le 15 et mène les navires à Valparaíso par le cap Horn. La division y jette l'ancre du 2 au 11 avril. Elle reprend ensuite le chemin de retour par Bahía Blanca (du 25 au 28 avril) et Santos (du 7 au 12 mai). Le Straßburg quitte alors le reste de la division pour renforcer la présence de la flotte dans la zone est-américaine, à Saint-Domingue. Les autres unités de la division partent, quant à elles, pour Rio, le Cap-Vert, Funchal, Madère, Vigo et enfin l'Allemagne, où elles arrivent le 17 juin 1914, et intègrent la IIIe escadre.

### Première Guerre mondiale

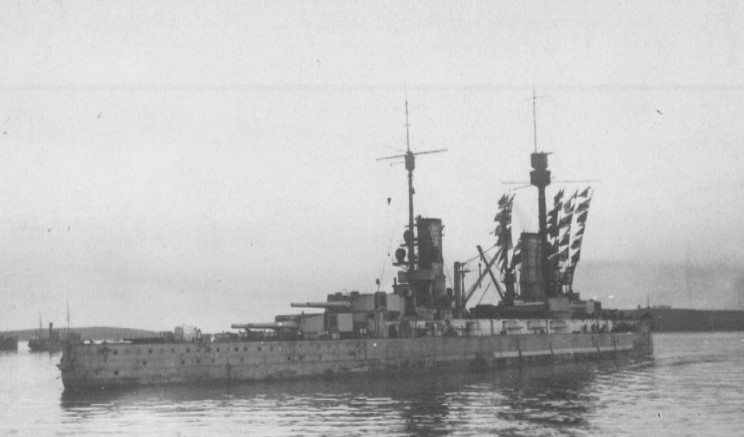
Le Kaiser pendant la guerre

Le SMS Kaiser participe à la bataille du Jutland le 31 mai et le 1er juin 1916, qui oppose la Royal Navy à la Hochseeflotte. Il est navire-amiral de la IVe escadre à partir de décembre 1916. Il combat ensuite en mer Baltique dans le cadre de l'opération Albion du 24 septembre au 2 novembre 1917. Le Kaiser affronte le destroyer russe Grom. 
Survient ensuite la seconde bataille d'Héligoland (17-18 novembre) à laquelle le Kaiser prend part conjointement avec son sister-ship, le SMS Kaiserin. Les navires doivent assurer la sécurité du IIe groupe de reconnaissance, sous les ordres du konteradmiral von Reuter (à bord du croiseur léger SMS Königsberg (II) qui est attaqué par le croiseur Calypso.
Les navires du groupe partent ensuite le 2 février 1918 au secours du croiseur SMS Stralsund, sérieusement endommagé par une mine. Le Kaiser traverse encore des combats entre le 23 et le 25 avril 1918.

### La fin
Le Kaiser est de retour en Allemagne à Wilhelmshaven, le 19 novembre 1918, en tant que navire prisonnier. Il fait partie des navires allemands internés ensuite à Scapa Flow et se saborde, pour ne pas tomber aux mains des Britanniques.
Il est renfloué par les Anglais en 1929 et détruit en 1930.

## Commandants

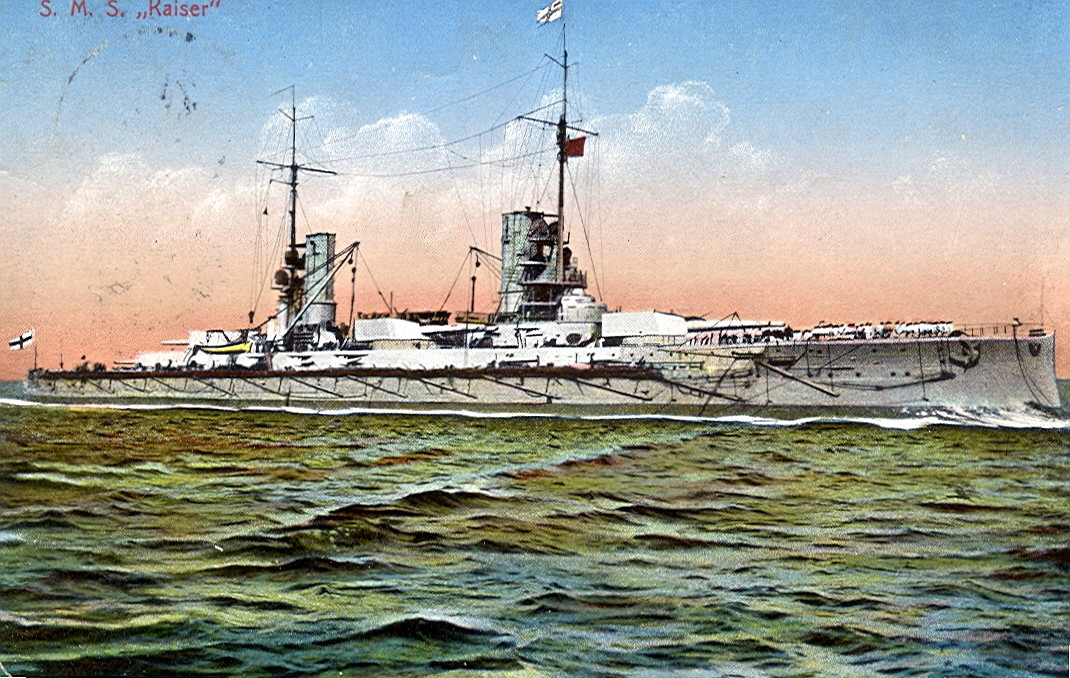
Carte postale du Kaiser.

- Août - septembre 1912 : Kapitän zur See Georg von Ammon (1869-1937)
- Octobre 1912 - janvier 1913 : Kapitän zur See Friedrich von Bülow (de) (1870-1929)
- Janvier - septembre 1913 : Kapitän zur See Ernst von Mann (1864-1934)
- Septembre 1913 - janvier 1916 : Kapitän zur See Adolf von Trotha (1868-1940)
- Janvier 1916 - juin 1917 : Kapitän zur See Walter von Keyserlingk (1869-1946)
- Juin 1917 - août 1918 : Kapitän zur See Max Loesch (1873-1957)
- 6 août - 5 novembre 1918 : Kapitän zur See Hermann Bauer (1875-1958)
- En remplacement septembre - octobre 1918 : Kapitän zur See Ernst Vanselow (1876-1926)
- Novembre 1918 - juin 1919 : lieutenant-capitaine Curd Wippern (1884-1965)

## Source
- (de) Cet article est partiellement ou en totalité issu de l’article de Wikipédia en allemand intitulé « SMS Kaiser (1911) » (voir la liste des auteurs).